# Marinela Jantoš
Marinela Jantoš – Ella (Osijek, 21. siječnja 1971.) hrvatska je pop
pjevačica. Objavila je dva studijska albuma, "Iza ponoći" i "Samo žena".

## Karijera
Prije nego što je započela solističku karijeru bila je članica sastava "Koktel" i "C'est la vie", s kojima je nastupala širom Europe. Početkom 1993. vraća se u Hrvatsku, gdje s producentom Draženom Stojčevićem snima album u dance ritmu. Početkom 1996. godine obajvljuje prvi studijski album "Iza ponoći" u izdanju diskografske kuće Croatia Records, s kojeg se izdvaja naslovna pjesma. Također i spot za tu pjesmu u kojem nastupa u "vamp" izdanju.
Sljedeće godine objavljuje singl "Jednom ćeš platiti", a 1998. godine nastupa na HRF-u s pjesmom "Ponekad ludujem". Prema njezinim riječima Nick Rhodes iz Duran Durana zvao ju je da dođe u Englesku nudeći suradnju. Svidio im se njezin vokal i ekspresija. Od toga nije bilo ništa jer kako kaže nije imala novca za avion, a ni hrabrosti da ode. 2002. godine nastupa u Neumu s pjesmom "Široke duše", duetom s Dariom Plevnikom, a 2005. godine s Meri Cetinić i Gabi Novak snima singl "Idi za srcem". Iste godine objavljuje svoj drugi studijski album "Samo žena", koji objavljuje njena produkcijska kuća "Kondorcomm". Početkom 2012. godine snima singl "Maza" koji nije doživio komercijalni uspjeh. Godine 2014. zajedno s Ivanom Banfić i Mineom započinje zajedničku turneju pod nazivom "Sjećanje na devedesete".

## Diskografija
- 1995. – Iza Ponoći
- 2005. – Samo žena

## Ostalo
- "IN Magazin" (? – danas)

## Vanjske poveznice
- Ella, diskografija.com